# Залеский, Гиларий Леонович
Не следует путать с писателем Гиларием Залеским умершем в 1824 году.
Гиларий Леонович Залеский (1801—1856) — польский писатель

 первой половины XIX столетия; писал под псевдонимами «Klemensa Protasza» и «З.».

## Биография
Об его детстве информации практически не сохранилось, да и прочие биографические сведения о нём очень скудны и отрывочны; известно лишь, что Гиларий Залескийродился в Киевской губернии.
Принимал участие в издании и редакции журнала «Gwiazdka Kijowska» и писал под псевдонимами «Klemensa Protasza» и «З.». В 1842 году в городе Познани напечатано было собрание сочинений Гилария Леоновича Залеского, в которое вошли трагедия в стихах «Mieczysław książę polski», мелкие стихотворения и статьи в прозе; другое собрание его сочинений под заглавием «Pisma Klemensa Protasza» вышло в Киеве в 1850 году. Согласно «РБСП» в своих произведениях Г. Л. Залеский является и талантливым поэтом-художником, и глубоким мыслителем. 
Гиларий Леонович Залеский умер в 1856 году.